# Dretzel
Pour l’article homonyme, voir Cornelius Heinrich Dretzel.
Dretzel est un petit village de Saxe-Anhalt en Allemagne qui fait partie de la commune de Genthin, depuis 2009. Il est surtout connu pour son château de Dretzel.
Le village est à deux kilomètres au nord-ouest de Gladau, dans l'arrondissement de Jerichow-Campagne. Il compte environ 350 habitants.